# Lista de representantes da Arábia Saudita ao Oscar de melhor filme internacional
Lista de filmes sauditas concorrentes à indicação ao Oscar de Melhor Filme Internacional (anteriormente conhecido como Oscar de Melhor Filme Estrangeiro). A Arábia Saudita inscreveu um filme no Oscar pela primeira vez em 2013. O prêmio é concedido anualmente pela Academia de Artes e Ciências Cinematográficas. 

## Filmes inscritos
| Ano (Cerimônia)   | Título em português | Título em inglês      | Título original | Idiomas | Direção           | Resultado    |
| ----------------- | ------------------- | --------------------- | --------------- | ------- | ----------------- | ------------ |
| 2013 (86ª edição) | O sonho de Wadjda   | Wadjda                | وجدة            | árabe   | Haifaa al-Mansour | Não indicado |
| 2016 (89ª edição) | Barakah com Barakah | Barakah Meets Barakah | بركة يقابل بركة | árabe   | Mahmoud Sabbagh   | Não indicado |
| 2019 (92ª edição) |                     | The Perfect Candidate | المرشح المثالي  | árabe   | Haifaa al-Mansour | Não indicado |
| 2020 (93ª edição) |                     | Scales                | سيدة البحر      | árabe   | Shahad Ameen      | Pendente     |